# Маршфилд (Масачусетс)
Маршфилд (енгл. Marshfield) насељено је место без административног статуса у америчкој савезној држави Масачусетс.

## Демографија
По попису из 2010. године број становника је 4.335, што је 89 (2,1%) становника више него 2000. године.
| Група             | 2000.         | 2010.         |
| Белци             | 4.132 (97,3%) | 4.160 (96,0%) |
| Афроамериканци    | 22 (0,5%)     | 23 (0,5%)     |
| Азијати           | 19 (0,4%)     | 31 (0,7%)     |
| Хиспаноамериканци | 29 (0,7%)     | 40 (0,9%)     |
| Укупно            | 4.246         | 4.335         |